# رود خاسه
رود خاسه یک رود در عراق است.